# イサカ (ニューヨーク州)

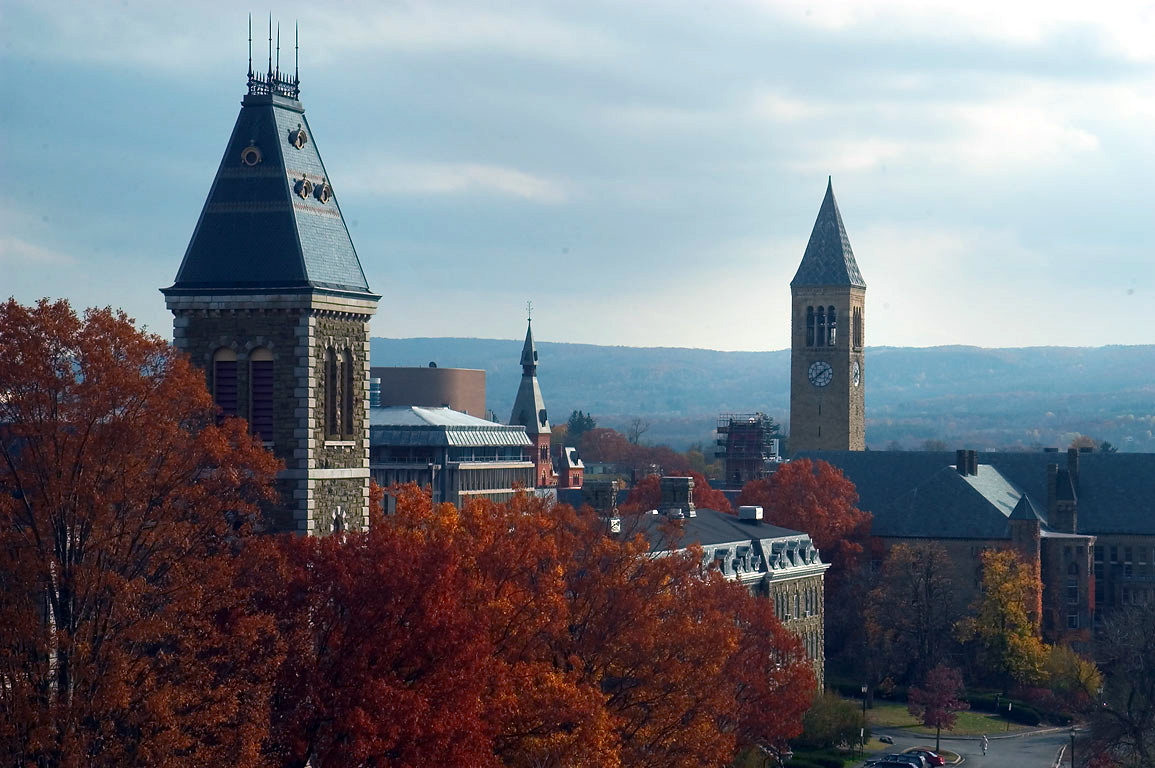
コーネル大学

イサカ（Ithaca）は、アメリカ合衆国ニューヨーク州中部トンプキンス郡にある都市。人口は3万2108人（2020年）。都市圏では10万人を数える。同市にはアイビー・リーグ（東海岸の名門8大学）の1つに名を連ねるコーネル大学をはじめ、イサカ大学、ニューヨーク州立大学コートランド校などがキャンパスを構える学園都市として知られている。また、市内や周辺には公園や遊歩道、森林など自然景観の美しい場所も多い。
イサカはフィンガー・レイクス地方（Finger Lakes Region）と呼ばれる、ニューヨーク州の中では田舎とされる地域に位置している。ニューヨーク市からは約400km離れている。最も近くにある州の主要都市はシラキュースで、車で約1時間ほどである。
なお、「イサカ」という地名はイサカ都市圏の中心となるイサカ市とその周囲を取り囲むイサカ町の両方を指す。この項目においては、主にイサカ市について述べる。

## 歴史
ヨーロッパ人による入植が進められていた頃、イサカ周辺ではネイティブ・アメリカンのサポニー族（Sapony）やチュテロ族（Tutelo）が生活していた。これらの部族は、ヨーロッパ人の入植によってノースカロライナを追われた後、カユガ族（Cayuga）の統治の下にカユガ湖の南畔で生活することを許されていた。やがてヨーロッパ人たちの開拓の手はこの地にもおよび、これら部族のネイティブ・アメリカンたちは土地を追われた。チュテロ族の村は現在イサカ市域の南に隣接する地域、州道13号線・13A号線が交わるあたりに存在していた。なお、現在のイサカ市域におけるネイティブ・アメリカンの生活範囲はカスカディラ渓谷（Cascadilla Gorge）での狩猟基地などに限られていた。1789年にこの地におけるカユガ族の統治は終わり、ヨーロッパ人の入植が進められていった。翌1790年には、中部ニューヨーク・ミリタリー・トラクト（Central New York Military Tract）という入植計画の下、独立戦争に参加した兵士への褒美として土地が与えられていった。その後1年以内にほとんどの土地はこうした形で与えられ、非公式ではあったがこの地への入植が始まった。

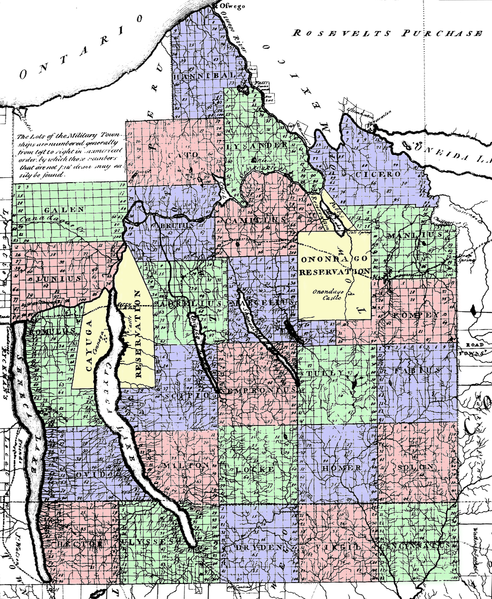
デウィットによる入植地の地図

こうした入植の過程において、この地はサイモン・デウィット（Simeon DeWitt）による調査が進められていた。デウィットの秘書を務めていたロバート・ハーパー（Robert Harpur）が古代ギリシア・ローマの歴史やイギリスの小説家・哲学者に強い関心を寄せていたため、この計画の下でつくられたタウンシップには古代ギリシア・ローマの名前や、イギリスの文学者にちなんだ名前が多くつけられた。のちにイサカとなるこの地のタウンシップは、オデュッセウスのラテン名ウリュッセウス（Ulysseus）にちなんでユリシーズ（Ulysses）と名付けられた。その数年後にデウィットがイサカに移住すると、町そのものにもユリシーズという名をつけた。なお、このユリシーズという名はイサカが属しているトンプキンス郡の町の名として現在も残っている。しかし一般的な言い伝えとは異なり、シラキュースなどニューヨーク州内陸部の都市名の多くはデウィットによって名付けられたものではない。こうした地名の由来から、イサカとその周辺の小学校ではオデュッセイアがよく教材とされている。
1820年代から30年代にかけては、イサカに鉄道が開通し、エリー運河を通じてサスケハナ川へと至る交通路が確立され、イサカの経済成長が期待された。このとき開通したイサカ・アンド・オウェゴ鉄道（Ithaca and Owego Railway）は1837年に再編され、カユガ・アンド・サスケハナ鉄道（Cayuga & Susquehanna）となった。なお、現在ではこの鉄道の跡地はサウス・ヒル・レクリエーション・ウェイ（South Hill Recreation Way）となっている。しかし、1854年にシラキュース・ビンガムトン・アンド・ニューヨーク鉄道（Syracuse, Binghamton & New York）が開通するなど、州内陸部には次第により使いやすい交通路が確立されていった。一方、イサカはその地形が災いして迂回されるようになった。1850年代に開通したデラウェア・ラッカワナ・アンド・ウェスタン鉄道や、1890年にペンシルベニアとバッファローを結ぶ鉄道として開通したリーハイ・バレー鉄道はその例である。
実業家エズラ・コーネル（Ezra Cornell）は、この地域の発展に多大な貢献をもたらした。南北戦争直後の10年には、コーネルによる資金援助の下で周辺への鉄道路線が整備された。名門コーネル大学は、1865年にコーネルによって開学された。同校は創立当初より男女共学という、当時としては画期的な大学であった。また、コーネルは市の図書館も開館した 。1892年には、イサカ音楽院（Ithaca Conservatory of Music）としてイサカ大学が開学した。
イサカは1888年に市となり、小規模工業や小売業の中心地として、そして教育都市として発展を続けた。高品質なショットガンを生産するイサカ・ガン・カンパニー社（Ithaca Gun Company）や、イサカ・カレンダー・クロックス社（Ithaca Calendar Clocks）は全米にイサカの名を知らしめた。この地域最大の企業はモース・チェーン社（Morse Chain）であった。同社は現在でもボーグワーナー・モース社（BorgWarner Morse）として存続しており、イサカ市北郊のランシング（Lansing）に本社を置いている。NCR社やゼネラル・エレクトリック社のラングムール研究所もイサカの主要な雇用主であった。
20世紀初頭には、イサカはサイレント映画産業の重要な拠点であった。イサカとその周辺では、その自然環境を活かした映画が数多く撮影された。こうしたサイレント映画の多くはレオポルド（Leopold）・セオドア（Theodore）のワートン（Wharton）兄弟によって制作された。彼らが制作に携わったスタジオは、現在スチュワート・パーク（Stewart Park）という公園になっているところにあった。やがて映画産業の中心はハリウッドへと移り、イサカでの映画制作は行われなくなっていった。イサカで制作されたサイレント映画は、現在ではほとんど残っていない。

## 地理と気候

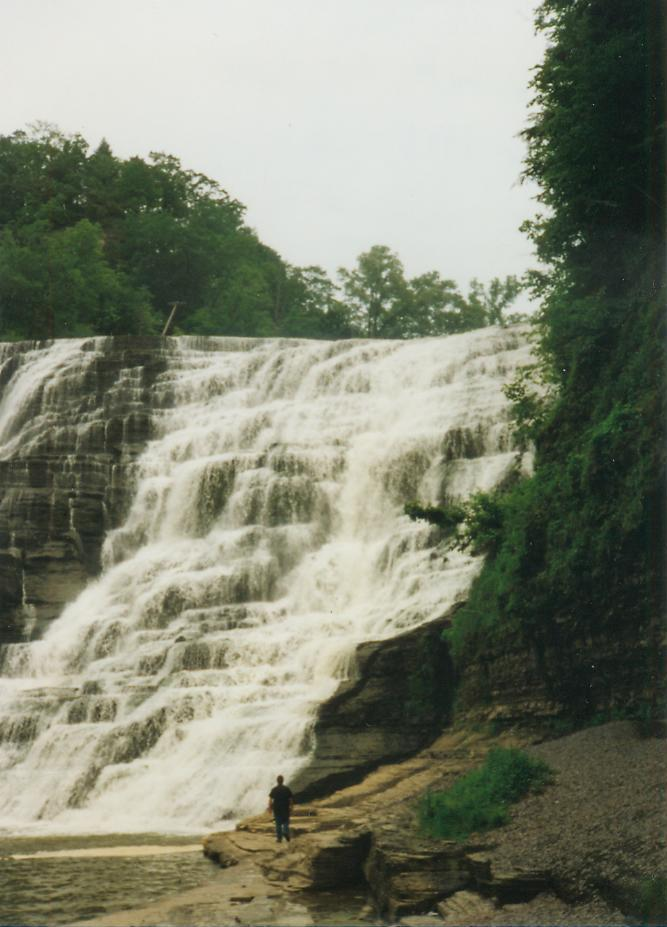
イサカ滝

イサカは北緯42度26分36秒 西経76度30分0秒 / 北緯42.44333度 西経76.50000度（42.443603, -76.500093）に位置している。
アメリカ合衆国統計局によると、イサカ市は総面積15.7km²（6.1mi²）である。このうち14.1km²（5.5mi²）が陸地で1.6km²（0.6mi²）が水域になっている。総面積の10.05%が水域になっている。
フィンガー・レイクス（Finger Lakes）のひとつ、カユガ湖（Cayuga Lake）は南北に細長い谷に位置している。イサカ市はカユガ湖の南端に位置している。市街地はそれぞれイースト・ヒル（East Hill）、ウェスト・ヒル（West Hill）、サウス・ヒル（South Hill）と呼ばれる周囲の丘に広がっている。コーネル大学のキャンパスはイースト・ヒルに位置している。丘の斜面は急で、渓谷や滝も見られる。
イサカのは内陸性気候で、蒸し暑い夏と寒く降雪のある冬に特徴付けられる。谷間の平地では冬の寒さがやや和らぐ。周囲の丘では雪が降っているときに谷間では雨、ということもある。
イサカの植生はカエデなどの落葉広葉樹林である。毎年5月から9月までは緑に覆われ、10月になると丘の急斜面に紅葉が美しく映える。11月から翌年の5月上旬まではイサカ周辺の森林は雪に覆われる。

## 市民生活と文化

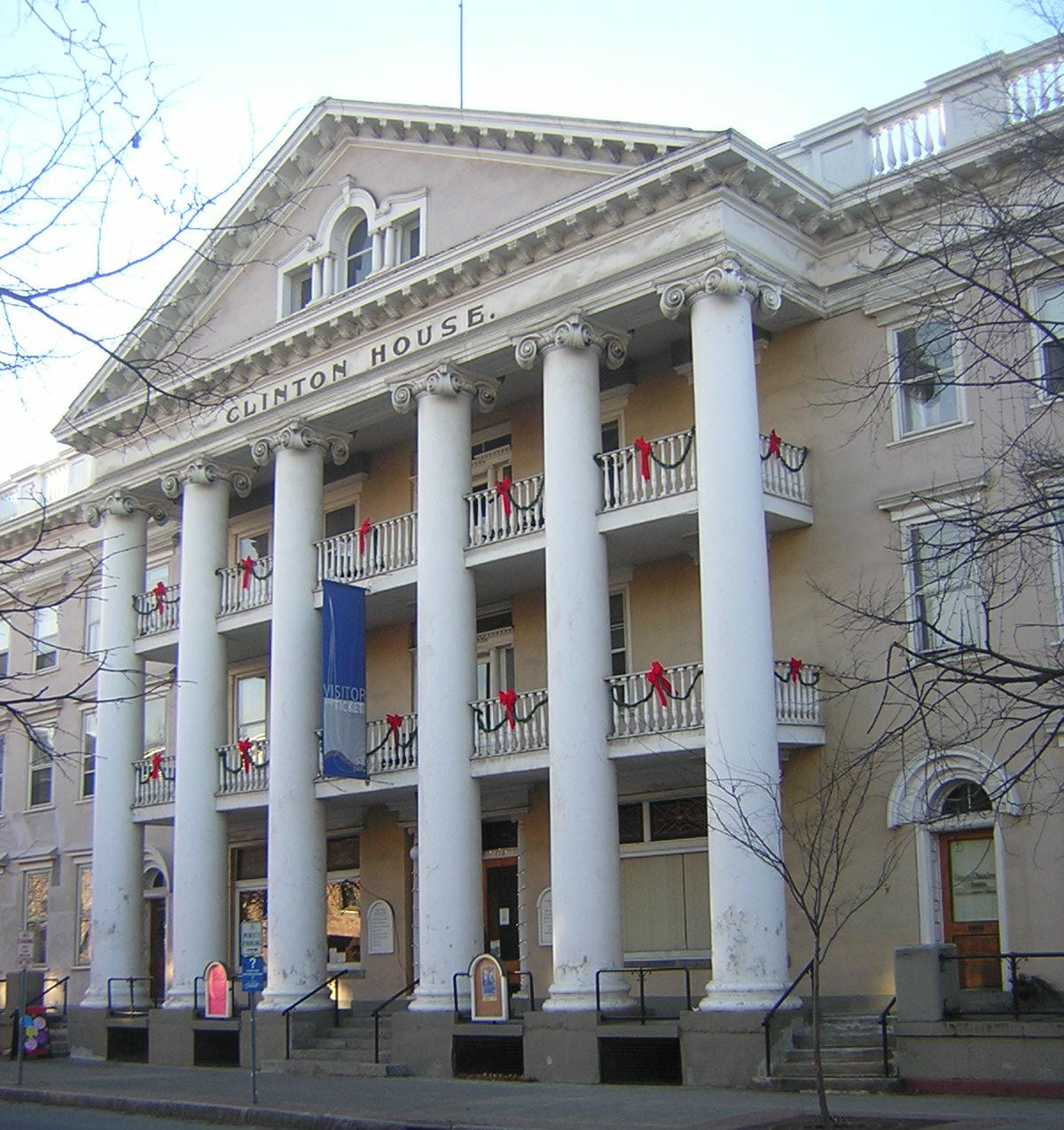
ダウンタウンのクリントン・ハウス（Clinton House）。19世紀に建てられた。

イサカの経済を支えているのは主に教育およびハイテク産業である。加えて、周辺の豊かな自然景観を活かした観光業も発展している。2006年現在、イサカは停滞の続くニューヨーク州内において順調に経済発展を続けている数少ない都市のひとつであり、周辺の町村からも市への通勤者を集めている。

### 教育
同市はコーネル大学の所在地である。同大学は1865年に創設された、東部の私立大学としては新しい部類に入る大学であるが、アイビー・リーグの一角をなす名門である。同大学のキャンパスはイースト・ヒル地区の丘の斜面に市を見下ろすように広がっている。イサカ大学（Ithaca College）はサウス・ヒル地区にキャンパスを構えている。コーネル大学は約20,000人、イサカ大学は約6,300人の学生を抱えるため、人口に占める学生の割合が高い（後述の人口統計データにおいて貧困率が総人口の40%という高い数値が出ているのはこのためである）。
K-12の教育に関しては、イサカ市学区（Ithaca City School District）がイサカ市とその周辺をカバーしている。同学区は5,500人の児童・生徒を抱え、小学校8校、中学校2校、イサカ高校（Ithaca High School）、およびリーマン・オルタナティブ・コミュニティ・スクール（Lehman Alternative Community School）を運営している。同校は6年生から12年生（日本の高校3年生にあたる）を教育している。伝統的な中等教育機関とは異なり、少数制で生徒が自由にカリキュラムを組んで学ぶというシステムをとっている。

### 産業

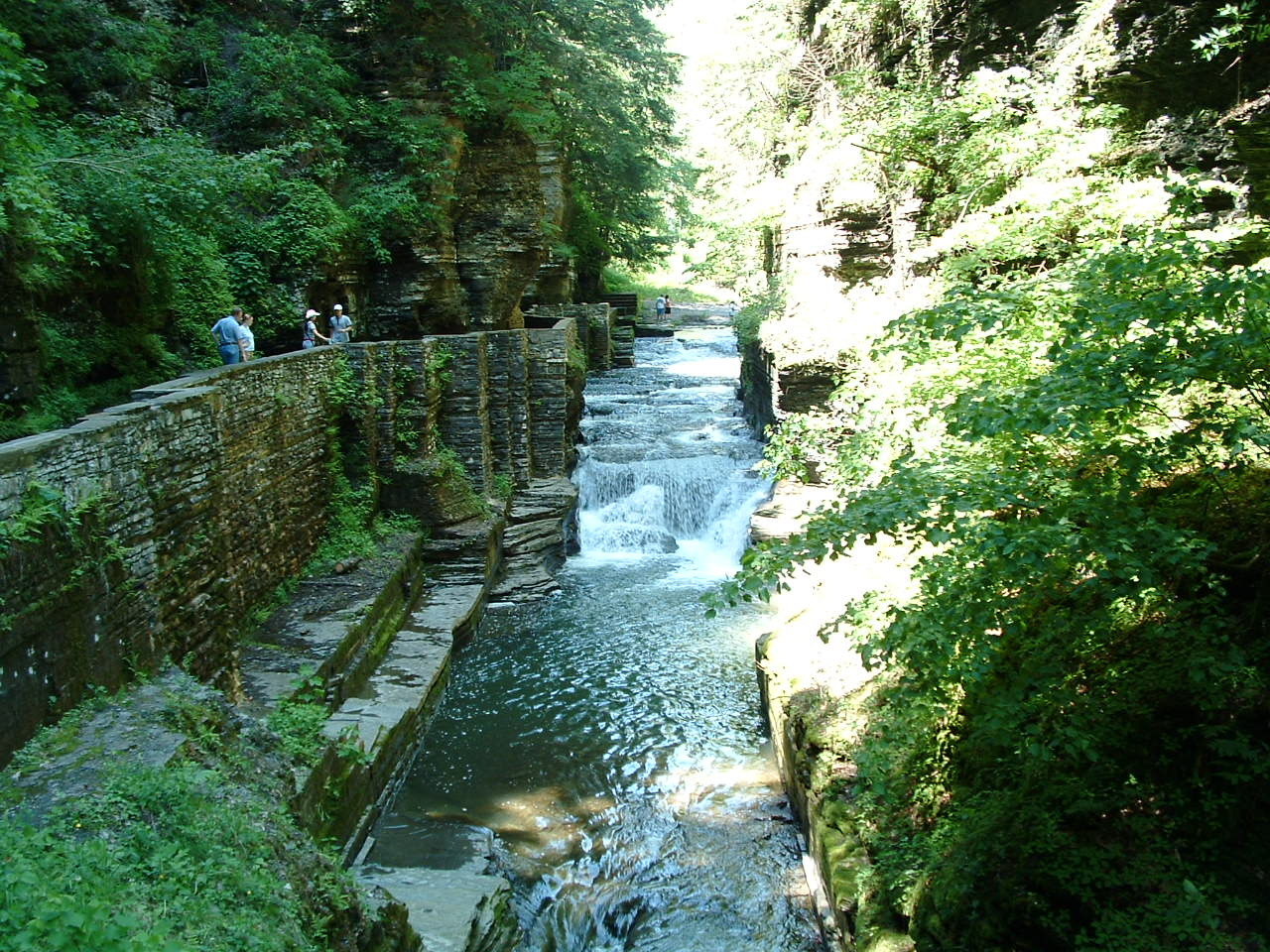
イサカ近郊、トレメン州立公園内の渓谷

豊かな自然に恵まれたイサカとその周辺では観光業が発展している。市域内に3ヶ所、周辺の州立公園内にはさらに3ヶ所の渓谷がある。また、カユガ湖も観光名所の1つである。市内やその周辺にはハイキング、スキー、サイクリングのできる場所も数多く存在する。市の北側や西側にはワイン園や葡萄園も点在している。
イサカ市内には古本屋、小映画館、クラフト用品店、ベジタリアン・レストランといったアメリカの大学町特有の商業も発達している。1973年に創業したムースウッド・レストラン（Moosewood Restaurant）は、ボナペティ（Bon Appetit）というベジタリアン料理雑誌の刊行で知られている。同誌の成功により、同レストランは20世紀で最も影響力を持ったレストランの1つに数えられている。コーネル大学に通う日本人学生も多く、また折からの日本食ブームの影響で、日本食レストランもある。
イサカのショッピング・エリア事情は光と影の両面を併せ持っている。イサカ・コモンズ（Ithaca Commons）やセンター・イサカ（Center Ithaca）といったショッピングモールは市の再開発の一環として建てられた。しかしこれらのショッピングモールの成功の陰で、ダウンタウンの商店からは客が奪われる形となり、活気を失ってしまった。新たに発展したショッピング・エリアは旧市街の北東や南東に広がっており、全米展開しているチェーン店が多い。一方で、これら新規参入のチェーン店は地元住民の選択肢を増やし、市や郡にも税収の増加をもたらした。こうしたスプロール化と経済発展は二律背反の関係にあり、イサカ市およびその周辺では今も論議を呼んでいる。
コーネル大学に隣接するエリアにはカレッジ・タウン（Collegetown）というショッピング・エリアが広がっている。この地域には各種ショップやレストラン、バーが建ち並び、高層アパートが増えてきている。

### 政治
政治的には、イサカは自由の気風が強く、民主党が優勢である。ニューヨーク州内陸部のほとんどの地域が保守的なのとは対照的であると言える。

### メディア
イサカの主要な新聞は1815年創業の朝刊紙、イサカ・ジャーナル紙（Ithaca Journal）である。同紙はUSAトゥデイ紙の刊行元であるガーネット社（Gannett）によって刊行されている。その他の、地方紙としてイサカ・タイムズ紙（Ithaca Times）も購読されている。学生新聞としては、コーネル大学のコーネル・デイリー・サン紙（Cornell Daily Sun）、イサカ大学のイサカン紙（Ithacan）、およびイサカ高校のタトラー紙（Tattler）が挙げられる。また、ニューヨーク・タイムズ紙やシラキュースのポスト・スタンダード紙（Post Standard）も市内でよく読まれている。

## 交通
イサカの玄関口となる空港は市の北東約5kmに位置するイサカ・トンプキンス地域空港（Ithaca Tompkins Regional Airport）である。ニューアーク・リバティー国際空港からはユナイテッド航空の、フィラデルフィア国際空港からはUSエアウェイズの小型機の便がある。またデトロイト・メトロポリタン国際空港からはデルタ航空の小型機がイサカに飛んでいる 。そのほか、シラキュースやロチェスターの国際空港を利用するイサカ市民も多い。
イサカは州間高速道路I-81やI-90からは少し離れている。これらの高速道路からイサカ市内に入るためには2車線の州道を30分以上走らなければならない。イサカ市の中心部では13号線・13A号線・34号線・79号線・89号線・96号線・96B号線・366号線と8本の州道が交わっている。
イサカへはニューヨークをはじめ、バッファロー、ロチェスター、シラキュース、オールバニなど州内の各主要都市からグレイハウンドやアディロンダック・トレイルウェイズなどの長距離バスの便がある。
また、市内および周辺はトンプキンス広域交通（TCAT）の運営する39路線の路線バスによって広くカバーされている。TCATは2004年に非営利企業として再編され、トンプキンス郡、イサカ市、およびコーネル大学による支援の下に運営されている。2005年のTCATのバス利用客数は約310万人に上った。

## 人口動態
以下は2000年国勢調査におけるイサカ市の人口統計データである。
| 基礎データ - 人口: 29,287人 - 世帯数: 10,287世帯 - 家族数: 2,962家族 - 人口密度: 2,071.0人/km²（5,360.9人/mi²） - 住居数: 10,736軒 - 住居密度: 759.2軒/km²（1,965.2軒/mi²） 人種別人口構成 - 白人: 73.97% - アフリカ系アメリカ人: 6.71% - ネイティブ・アメリカン: 0.39% - アジア人: 13.65% - 太平洋諸島系: 0.05% - その他の人種: 1.86% - 混血: 3.36% - ヒスパニック・ラテン系: 5.31% 年齢別人口構成 - 18歳未満: 9.2% - 18-24歳: 53.8% - 25-44歳: 20.1% - 45-64歳: 10.6% - 65歳以上: 6.3% - 年齢の中央値: 22歳 - 性比（女性100人あたり男性の人口） - 総人口: 102.6 - 18歳以上: 102.2 | 世帯と家族（対世帯数） - 18歳未満の子供がいる: 14.2% - 結婚・同居している夫婦: 19.0% - 未婚・離婚・死別女性が世帯主: 7.8% - 非家族世帯: 71.2% - 単身世帯: 43.3% - 65歳以上の老人1人暮らし: 7.4% - 平均構成人数 - 世帯: 2.13人 - 家族: 2.81人 収入と家計 - 収入の中央値 - 世帯: 21,441米ドル - 家族: 42,304米ドル - 性別 - 男性: 29,562米ドル - 女性: 27,828米ドル - 人口1人あたり収入: 13,408米ドル - 貧困線以下 - 対人口: 40.2% - 対家族数: 13.5% - 18歳未満: 22.4% - 65歳以上: 11.7% |